# ポンディシェリー条約
ポンディシェリー条約（ポンディシェリーじょうやく、英語: Treaty of Pondicherry）は1754年、第二次カーナティック戦争を終結させた条約。条約はフランス領インドのポンディシェリーで締結された。条約により、イギリスの推すムハンマド・アリー・ハーンがカーナティック太守として認められた。しかし和平は長続きせず、2年後の1756年に早くも第三次カーナティック戦争が勃発した。